# San Millán de la Cogolla
Pour les articles homonymes, voir San Millán et Millan.
San Millán de la Cogolla est une commune de la région de Rioja Alta, dans la Communauté autonome de La Rioja, situé dans le Nord de l’Espagne.
Sa population était de 278 habitants en 2010.
Il est réputé pour son groupe monastique des deux monastères de Suso et Yuso.
Le nom de San Millán de la Cogolla, dont le premier nom était San Millán de la Cogulla, fait référence à saint Emilien ou San Millàn en espagnol, ermite qui vécut dans ces lieux (né vers 474 - mort vers 574), et à la "cuculla", capuche monastique.

## Géographie
Au pied de la sierra de la Demanda à 728 m d’altitude, à 20 km de Nájera.
Le petit village est situé au bord du río Cárdenas, dans un cadre de collines verdoyantes. À l'automne, les arbres prennent des tons roux qui mettent en valeur les pierres des maisons.

## Administration

### Conseil municipal
La ville de San Millán de la Cogolla comptait 230 habitants aux élections municipales du 26 mai 2019. Son conseil municipal (en espagnol : Pleno del Ayuntamiento) se compose donc de 5 élus.
| Parti | Parti                                    | Tête de liste                    | Voix | %       | Élus  |
| ----- | ---------------------------------------- | -------------------------------- | ---- | ------- | ----- |
|       | Parti populaire (PP)                     | Raquel Fernández Tejerina        | 95   | 55,56 % | 4 / 5 |
|       | Parti socialiste ouvrier espagnol (PSOE) | Jesús María Manzanares González  | 60   | 35,09 % | 1 / 5 |
|       | Parti riojain (PR+)                      | Miguel María González de Legarra | 17   | 9,94 %  | 0 / 5 |

### Maires
| Mandat    | Maire | Maire                         | Parti |
| --------- | ----- | ----------------------------- | ----- |
| 1979-1983 |       | Santiago Lerena Alesanco      | UCD   |
| 1983-1987 |       | Santiago Lerena Alesanco      | AP    |
| 1987-1991 |       | Millán Ángel Baltanás Lorenzo | PSOE  |
| 1991-1995 |       | Millán Ángel Baltanás Lorenzo | PSOE  |
| 1995-1999 |       | Eladio Cañas Ureta            | PR    |
| 1999-2003 |       | Eladio Cañas Ureta            | PP    |
| 2003-2007 |       | Eladio Cañas Ureta            | PP    |
| 2007-2011 |       | María Pilar Mendoza Martínez  | PSOE  |
| 2011-2015 |       | Eladio Cañas Ureta            | PSOE  |
| 2015-2019 |       | Raquel Fernández Tejerina     | PP    |
| 2019-     |       | Raquel Fernández Tejerina     | PP    |

## Histoire
Pendant l'occupation arabe, du milieu du VIIIe siècle à 923, année de la reconquête de la région par Ordoño II et Sanche Ier de Navarre, la vie monastique ne s'interrompit pas à Suso comme l'atteste la continuité de l'activité du scriptorium : une copie des Commentaires de l'Apocalypse de Beatus de Liebana est datée du VIIIe siècle, la chronique de San Millán et les écrits de Léovigild de Cordoue, du IXe siècle.
En 959, la basilique primitive de Suso était achevée par des maîtres d’œuvre mozarabes. À la fin du Xe siècle, al-Mansûr mit le feu à cette basilique qui fut restaurée et agrandie par Sanche III le Grand (1000-1035) qui imposa, au monastère, la règle bénédictine et fit placer les reliques de san Millán dans un reliquaire d'argent.
L'influence spirituelle de Suso était immense. De toute la Castille et de la Rioja, affluaient les pèlerins et nombreux étaient les jacquets qui faisaient le détour par la Cogolla.
De multiples sépultures ont été découvertes près de Suso, la croyance voulant que plus on était enterré près du saint plus ses chances de salut étaient grandes.
Cette influence spirituelle n'avait d'égal que son influence culturelle puisque Suso est, aussi, considéré comme le berceau de la langue castillane. Ce fut, en effet, dans cet endroit très reculé, que des annotations en langue romane, datées de 977, furent portées dans la marge d'un paragraphe d'un codex des Glosas Emilianenses.
En 1040, le prieur de Suso, Domingo de Cañas, le futur santo Domingo de Silos, s'opposait à Don Garcia « el de Nájera », peut être trop influencé par les idées clunisiennes, et abandonna sa charge.
En 1054, Don Garcia voulut transporter les reliques de san Millán à Nájera pour doter le monastère de Santa Maria la Real qu'il venait de fonder. Cent soixante ans plus tard, le moine Fernando, dans sa Translatio Sancti Aaemiliani, rapporte les faits. Le reliquaire quitta Suso en procession. Dans la vallée, où se trouve le monastère de Yuso, le reliquaire se dressa telle une pierre immobile. Puis les hommes du roi durent faire face à la résistance armée de la population. Autre version, selon la Chronique de Nájera, le reliquaire fut placé dans un char tiré par des bœufs qui, une fois dans la vallée, refusèrent d'avancer. Don García, se pliant à la volonté divine, fit construire, en cet endroit, le monastère de Yuso.

## Culture et patrimoine

### Le pèlerinage de Compostelle
Sur le Camino francés du Pèlerinage de Saint-Jacques-de-Compostelle, on vient de Nájera ; la prochaine commune est Azofra.
Mais on peut rejoindre directement Santo Domingo de la Calzada, en passant par Cañas et son abbaye.
San Millán de la Cogolla n'est pas exactement situé sur le chemin de Saint-Jacques-de-Compostelle, mais les pèlerins avaient coutume de faire ce détour pour se recueillir sur le tombeau de saint Émilien (Millán) un berger, qui se fit ermite (473 - 574) et qui avait réuni une communauté d'ermites en 537.

### Patrimoine religieux

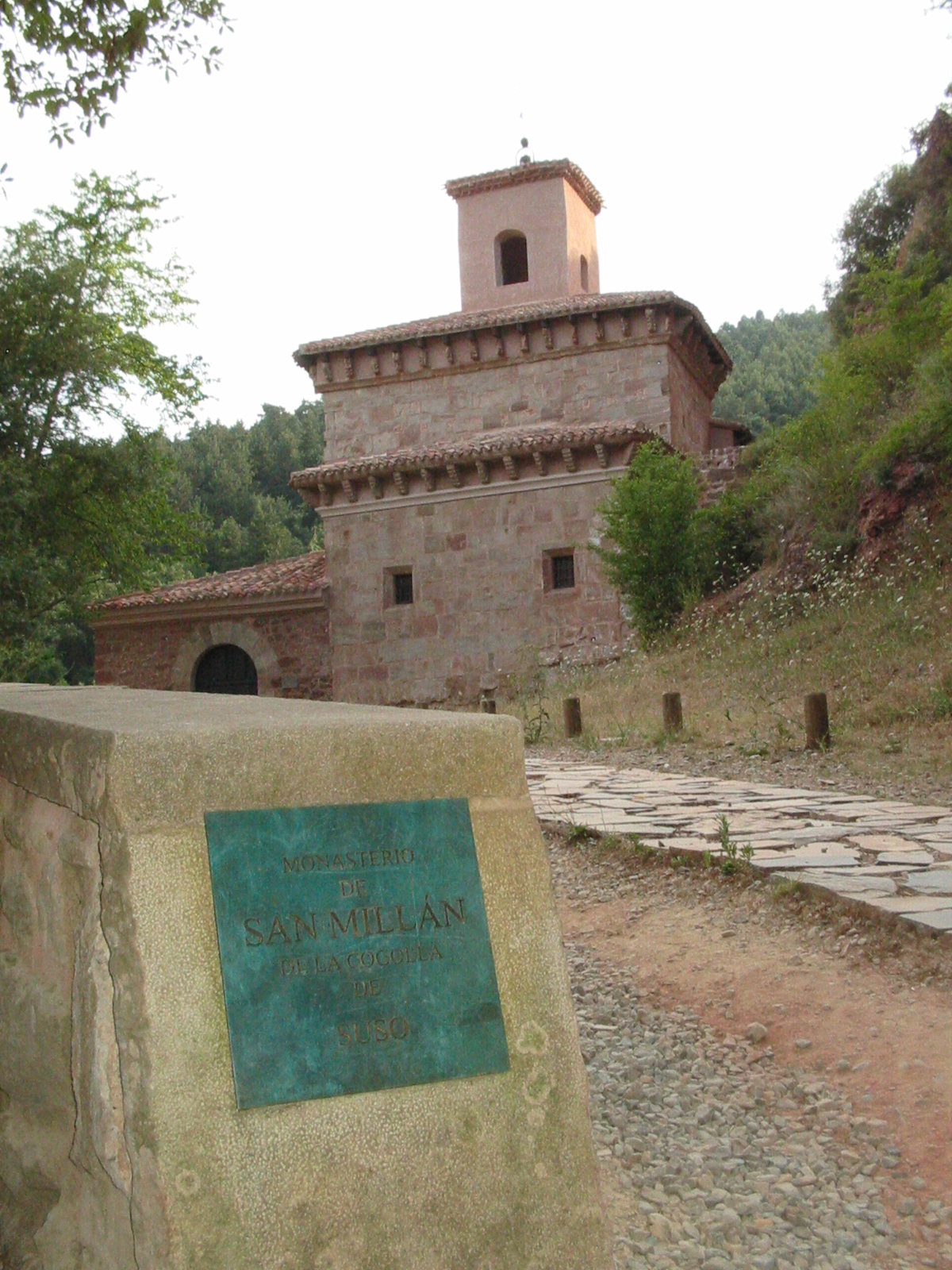
Le monastère de Suso.

Deux groupes monastiques distincts forment le monastère de San Millán de la Cogolla :
- le monastère de Suso,
- le monastère de Yuso.

Depuis le 4 décembre 1997, Suso et Yuso sont inscrits au patrimoine mondial de l'Humanité de l'Unesco.

### Origine du castillan
Dans la bibliothèque du monastère dormait depuis des siècles un codex latin, « Aemilianensis 60 », dans les marges duquel un copiste avait écrit des notes (gloses) en langue romane, basque et dans un latin que nous pourrions aujourd'hui qualifier de « macaronique » (ou de latin de cuisine).
Un exemple d’une glose :
« 
 con o ajutorio de nuestro dueno Christo dueno Salbatore qual dueno yet ena honore e qual duenno tienet ela mantatjione con o Patre con o Spiritu Sancto en os sieculos de los sieculos...
 »
Ce document aurait été écrit au Xe siècle, bien que des recherches récentes laissent supposer qu’il aurait été écrit au début du XIe siècle.
Ce codex 60, qui est actuellement gardé à l’ « Academia de la Historia », est celui qui est traditionnellement connu comme « Glose Emilianenses ». Puisque deux de ces gloses sont écrites en basque, on peut aussi dire que dans le monastère de San Millán a eu lieu la naissance de la langue basque écrite.
Cependant, les chercheurs Claudio y Javier García Turza ont réalisé des études sur le « codex 46 », aussi trouvé dans la bibliothèque d'Yuso, qui est daté du 13 juin 964, pensent que l’on peut fixer dans ce document les origines du castillan.
Le codex 46 est un dictionnaire encyclopédique avec plus de 20 000 entrées ordonnées de A à Z, dans lequel ces écrits en langue romane font partie non seulement des annotations dans la marge, mais aussi de la partie du texte écrit en latin. Ce manuscrit rassemble le savoir populaire et clarifie de nombreuses lacunes sur le haut Moyen Âge.
Trois siècles plus tard, un autre moine de la Cogolla, Gonzalo de Berceo rédigeait « Los Milagros de Nuestra Señora » donnant à cette langue ses lettres de noblesse.

## Personnalités liées à la commune
- María de la O Lejárraga (1874-1974), femme politique, députée et écrivaine[2].

## Sources
- (es) Cet article est partiellement ou en totalité issu de l’article de Wikipédia en espagnol intitulé « San Millán de la Cogolla » (voir la liste des auteurs).
- Grégoire, J.-Y. & Laborde-Balen, L., « Le Chemin de Saint-Jacques en Espagne - De Saint-Jean-Pied-de-Port à Compostelle - Guide pratique du pèlerin », Rando Éditions, mars 2006,  (ISBN 2-84182-224-9)
- « Camino de Santiago St-Jean-Pied-de-Port - Santiago de Compostela », Michelin et Cie, Manufacture Française des Pneumatiques Michelin, Paris, 2009,  (ISBN 978-2-06-714805-5)
- « Le Chemin de Saint-Jacques Carte Routière », Junta de Castilla y León, Editorial Everest